# Hokkaido Koma-ga-take
Hokkaido Koma-ga-take (ou Hokkaidō Komagatake) est un stratovolcan andésitique culminant à 1 131 m d'altitude à la limite entre les villes de Mori, Shikabe et Nanae sur l'île Hokkaidō au Japon.

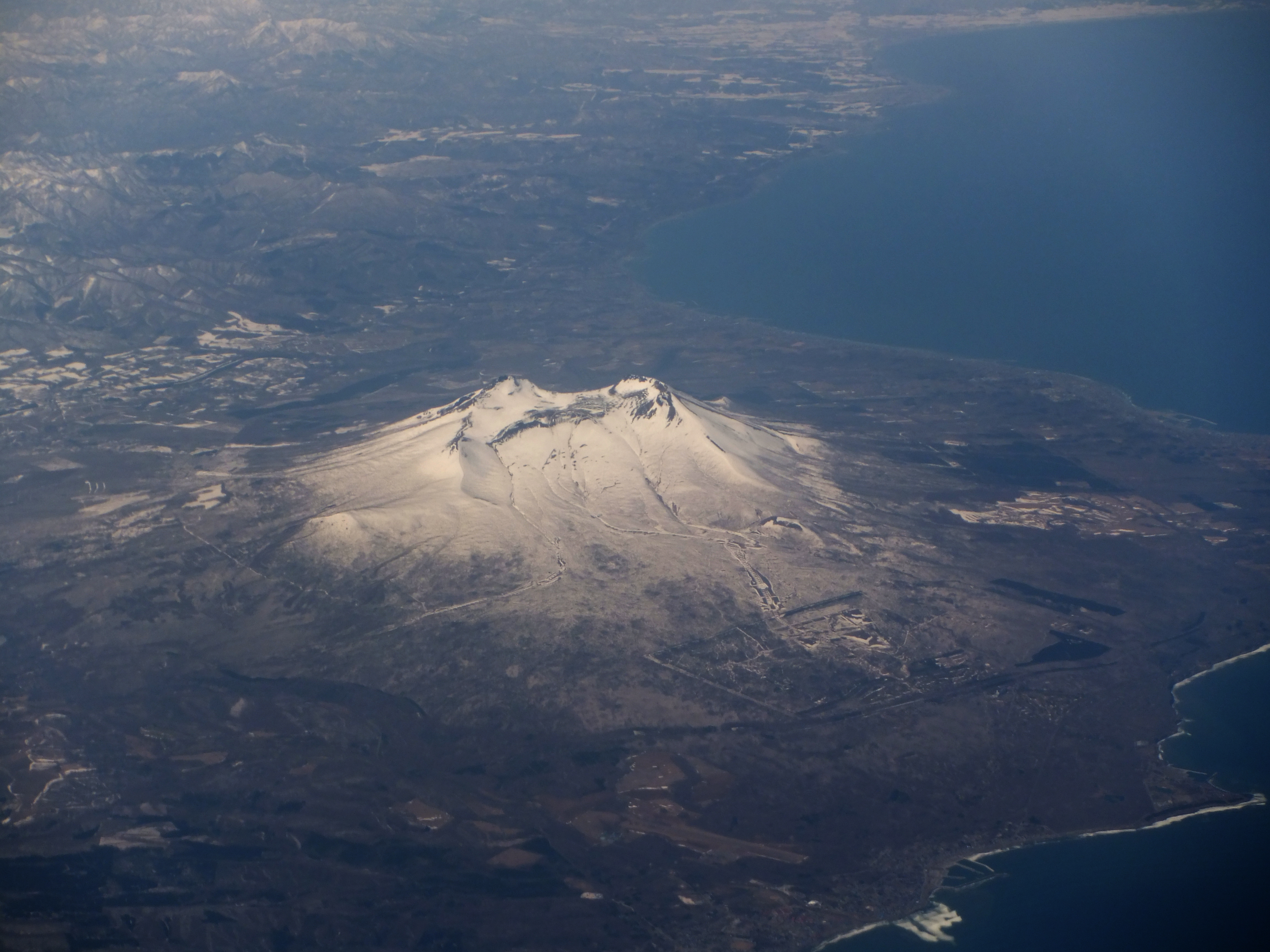
Vue aérienne du volcan.